# Pursuit of the Sun & Allure of the Earth
Pursuit of the Sun & Allure of the Earth es el segundo álbum de estudio de la banda de black metal/doom metal Woods of Ypres. Fue grabado en 2004 en Ontario. Fue el lanzamiento de David Gold como vocalista y guitarrista (aparte de batería) de la banda. También apareció por primera vez en este disco la teclista Jessica Rose.
Steve Jones y Connor Sharpe realizaron la mayoría de trabajo de guitarras principales y bajo, pero no aparecieron en el libreto del disco dado que dejaron de formar parte de Woods of Ypres antes de que se publicara.
Cuatro canciones de este álbum fueron más tarde vueltas a publicar en el recopilatorio de la banda Independent Nature 2002-2007 publicado en 2009.
Ese mismo año, la banda volvió a publicar la canción Allure of the Earth de este mismo álbum en sencillo de vinilo, acompañada de otra versión hecha por los violonchelistas australianos Sebastian Simpson y Chris Doig.

## Lista de canciones
1. "Intro: The Looming of Dust in the Dark" (2:49)
2. "The Will to Give" (7:35)
3. "The Sun Was in My Eyes (Part I)" (6:29)
4. "The Sun Was in My Eyes (Part II)" (7:13)
5. "Allure of the Earth" (6:20)
6. "Shedding the Deadwood" (5:23)
7. "Dragged Across a Forest Floor" (9:19)
8. "Summer's Envy" (4:44)
9. "The Ghosts of Summers Past" (5:55)
10. "Outro: The End of August" (5:24)

## Miembros
- David Gold   – vocales, batería, guitarra, bajo, letras
- Jessica Rose  – teclados
- Steve Jones   – guitarra
- Connor Sharpe  - bajo